# Полтавский институт благородных девиц
Полтавский институт благородных девиц — женское образовательное учреждение (институт благородных девиц) Российской империи.
Первый среди губернских городов и шестой в Российской империи вообще. Давал образование, эстетическое и нравственное воспитание и право на должность воспитательниц дворянских и духовных детей.

## История
В начале XIX века жена действительного статского советника Семена Михайловича Кочубея — Прасковья Яковлевна основала на своем содержании в Полтаве пансион двенадцати «благородных девиц бедного состояния», который просуществовал до 1816 года. Затем, в 1816 году, после назначения малороссийским генерал-губернатором князя Николая Григорьевича Репнина-Волконского, его жена — Варвара Алексеевна также основала пансион на двенадцать «девиц, не имеющих средств к образованию». В том же году она выступила с инициативой создания в Полтаве Института благородных девиц «на средства дворян Полтавской губернии». Высочайшее повеление императора Александра I об открытии Полтавского института благородных девиц датируется 20 февраля 1817 года.
Полтавский дворянский благотворительный институт благородных девиц был торжественно открыт 12 декабря 1818 года. Для его размещения Семён МихайловичКочубей "передал свой дом с садом, лесом, сенокосами и огородами на 83 десятинах 448 кв. саженях».

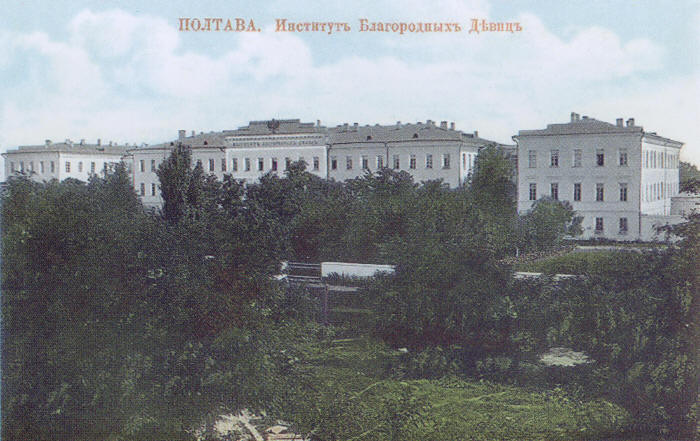
Полтавский институт благородных девиц на дореволюционной открытке

Почти десять следующих лет это учебное заведение работало на средства дворян, а с 17 сентября 1827 года на ходатайство Репнина-Волконского указом императора Николая I он был преобразован из дворянского в правительственный. Эти указом предусматривалось не только выделение из казны средств на содержание 60 воспитанниц, но и предполагалось строительство за государственный счет в течение четырёх нового собственного здания для института.
Княгиня В. А. Репнина оставалась попечительницей Полтавского института благородных девиц до самой своей смерти. Первый правильный института состоялся в 1827 году. Первая исполнительница должности института была французская подданная, девица Юлия Александровна Ревьи, служившая по контракту с дворянством в течение одиннадцати лет.
В числе преподавателей института были: Пётр Петрович Гулак-Артемовский, Степан Павлович Стеблин-Каминский, Дмитрий Павлович Пильчиков, Григорий Ипатьевич Маркевич, Николай Андреевич Цертелев и многие другие. В числе выпускников: Любовь Александровна Яновская, Елизавета Романовна Трипольская, Александра Ивановна Псёл, Варвара Николаевна Репнина.
После Октябрьской революции, к концу 1917 года, Полтавский институт благородных девиц прекратил своё существование и в январе 1918 года был эвакуирован в связи с Гражданской войной во Владикавказ, где положил начало городской женской гимназии. В здании института благородных девиц в настоящее время находится Полтавский национальный технический университет.